# Adolphe Sax
Antoine-Joseph Sax, ismertebb nevén Adolphe Sax (Dinant, 1814. november 6. – Párizs, 1894. február 4.) belga hangszertervező és zenész. Fuvolán és klarinéton játszott, leginkább a szaxofon feltalálójaként ismert.
Dinant-ban született, Belgium vallóniai részén. Apja Charles-Joseph Sax szintén hangszertervező volt, aki számos változtatást vezetett be a kürt felépítésében. Iskoláit Brüsszelben végezte, majd ezután új eszközök tervezésével kezdett kísérletezgetni.

## Munkássága
Az első fontos találmánya a basszusklarinét kialakításában való változtatás volt, amelyet huszonnégy évesen szabadalmaztatott. 1841-ben Párizsba költözött, ahol a szelepes kürtök gyártásával kezdett foglalkozni. Habár a hangszert nem ő találta fel, de mégis őróla, szaxkürtnek nevezték el. A hangszerből mintegy hét különböző méretű változat készült; Sax e hangszerrel fektette le a későbbi szárnykürt alapjait, de a mai modern eufónium kialakítása is a szaxkürtön alapul. 1845-ben a saxotromba nevű hangszercsaládot is kifejlesztette, melynek tagjai szintén szelepes rézfúvósok, de furataik a szaxkürtökénél szűkebbek. E hangszercsalád tagjai csak rövid ideig voltak használatban. A szaxkürtök viszont gyorsan elterjedtek az egész világon, a hangszeren használt szelepek kialakítása máig alig változott. Sax legnagyobb találmánya, a szaxofon 1846-ban látott napvilágot, és még ugyanebben az évben a szaxofon egész hangszercsaládját megtervezte.

## Kései évei
A szaxofon szintén széles körben elterjedt, és Sax számára élete végéig biztosította a hírnevet és a jó megélhetést. 1867-ben a Párizsi Konzervatóriumban kapott tanári állást, ahol az új szaxofonosztály vezetője lett. Élete további részében is folytatta a hangszertervezést, de riválisai sokszor támadták és a hosszú pereskedések alatt Sax cége kétszer is csődbe került (1856, 1873). 1853-tól 1858-ig ajakrákkal is kezelték, amiből végül teljesen felépült. 1894-ben halt meg Párizsban szívelégtelenség miatt.

## Emlékezete
Adolphe Sax portréja szerepelt az 1995 és 2002 között kibocsátott belga 200 frankos bankjegyen.

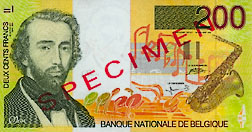
Belga 1995-ös sorozatú 200 frankos bankjegy Adolphe Sax portréjával.

## Fordítás
- Ez a szócikk részben vagy egészben  az   Adolphe Sax című angol Wikipédia-szócikk fordításán alapul.  Az eredeti cikk szerkesztőit annak laptörténete sorolja fel. Ez a jelzés csupán a megfogalmazás eredetét és a szerzői jogokat jelzi, nem szolgál a cikkben szereplő információk forrásmegjelöléseként.